# 红湘街道
红湘街道，是中华人民共和国湖南省衡陽市蒸湘区下辖的一个乡镇级行政单位。

## 行政区划
红湘街道下辖以下地区：
学院路社区、联合新村社区、冶金社区、石坳社区、吉祥社区、红湖塘社区、南华社区、衡祁社区和联合村。